# Éric Bothorel
Pour les articles homonymes, voir Bothorel.
Éric Bothorel, né le 20 octobre 1966 à Paimpol, est un homme politique français. D'abord engagé au Parti socialiste, il est conseiller général des Côtes-d'Armor de 2011 à 2015, et conseiller municipal d'opposition à Paimpol de 2014 à 2020. Il rejoint dès ses débuts La République en marche, et devient député de la 5e circonscription des Côtes-d'Armor en 2017 après le décès de Corinne Erhel, dont il était le suppléant, et est élu lors des élections législatives la même année.

## Formation et carrière professionnelle
Né le 20 octobre 1966 à Paimpol, Éric Bothorel est titulaire d'un brevet de technicien supérieur en informatique de gestion et d'un master en qualité. Il est cadre du secteur privé dans le numérique.

## Parcours politique

### Mandats locaux
Il est élu conseiller général du canton de Paimpol lors des cantonales de 2011. En mars 2014, il est tête de liste PS à Paimpol lors des élections municipales,,. Il est conseiller municipal d'opposition. Candidat à sa succession au sein de l'assemblée départementale, il est défait au deuxième tour face au binôme de la droite et du centre incarné par Jean-Yves de Chaisemartin et Monique Lucas. Il déclare alors quitter la vie politique.

### Député
Comme de nombreux socialistes bretons approchés par Richard Ferrand, il s'engage aux côtés d'Emmanuel Macron dès 2016 en étant porte-parole de La République en marche pour les Côtes-d'Armor. Il figure parmi ses soutiens lors de la présidentielle de 2017,,. Le décès de la députée Corinne Erhel le 6 mai 2017 le conduit à occuper la place vacante de législateur en qualité de suppléant. D'abord fuyant sur une potentielle candidature, il annonce le 12 mai à 6h46 sa candidature. Il est officiellement élu député de la 5e circonscription des Côtes-d'Armor en juin 2017 face à son rival Jean-Yves de Chaisemartin. Il est membre de la commission des Affaires économiques et de la commission des Affaires européennes. Candidat à sa succession sous la bannière de la majorité présidentielle Ensemble, il arrive en tête du premier tour avec 30,93 % des suffrages exprimés. Il l'emporte au second tour face à Marie-Amélie Troadec (NUPES), en obtenant 52,49 % des suffrages exprimés,.

#### Activité législative
À l'automne 2017, il publie avec Laure de La Raudière (Agir) un rapport sur la couverture très haut débit du territoire.
En mai 2018, il fait adopter un amendement qui permet aux utilisateurs de choisir librement leur navigateur et leur moteur de recherche, et non ceux pré-installés et proposés par défaut sur les smartphones et les tablettes, comme Safari et Google sur les iPhone.
En octobre 2018, il fait adopter un amendement visant à appliquer un tarif réduit concernant la taxe intérieure de consommation finale d’électricité (TICFE) en direction des data centers,.
En novembre 2018, il publie un troisième rapport sur la fiscalité du numérique avec Marietta Karamanli.
Avec Marie Guévenoux, il copilote le groupe d’une vingtaine de parlementaires impliqués dans l’organisation du grand débat national consécutif au mouvement des Gilets jaunes.
En mars 2019, il est nommé rapporteur de la proposition de loi intitulée « Intérêt défense et sécurité nationale de l'exploitation des réseaux radioélectriques mobiles ». En décembre, il figure au sein du groupe de députés issu de la majorité présidentielle se désolidarisant d'Aurore Bergé, porte-parole de LREM, après les propos tenus par celle-ci annonçant son intention de voter une proposition de loi des Républicains interdisant le port du voile aux femmes qui accompagnent des groupes d’élèves en sortie scolaire.
Membre de la commission spéciale, il dépose une série d'amendements dans le cadre du projet de loi Pacte, avec ceux qu'on appellera les crypto-députés pour offrir un cadre attractif à la nouvelle économie de la cryptomonnaie.
En juin 2020, le Premier ministre Édouard Philippe lui confie une mission sur la politique publique des données informatiques. Il remet son rapport au Premier ministre Jean Castex, le 23 décembre 2020. Le 24 novembre 2020, il fait partie des dix députés LREM qui votent contre la proposition de loi relative à la sécurité globale, étant notamment « en profond désaccord » avec l'article 24.
En novembre 2022, il est nommé rapporteur sur le projet de loi sur l'accélération de la production des énergies renouvelables chargé des articles relatifs au régime de partage territorial de la valeur des énergies renouvelables et à l’agrivoltaïsme.